# Comando operazioni per la sicurezza interna
Il Comando operazioni per la sicurezza interna (in lingua thai: กองอำนวยการรักษาความมั่นคงภายในราชอาณาจักร abbreviato กอ.รมน., trascrizione RTGS:  Kong Amnuai Kan Raksa Khwam Man Khong Phai Nai Ratcha-anachak; in Thailandia viene adottato anche l'acronimo ISOC, dall'inglese Internal Security Operations Command) è un'unità speciale del Reale esercito thailandese che ha il compito di difendere la sicurezza nazionale. Attivo negli anni sessanta e settanta per coordinare le operazioni militari anticomuniste, dopo la fine della guerra fredda è stato impiegato in diverse altre missioni come la lotta alle droghe o al terrorismo, il controllo dell'immigrazione illegale, ecc. Attualmente svolge un ruolo chiave nella lotta contro l'insurrezione nella Thailandia del Sud. È posto formalmente sotto l'autorità dell'Ufficio del primo ministro, ma è di fatto sotto il controllo dei militari.

## Storia

### Premesse
Al termine della seconda guerra mondiale, emersero in Vietnam, Laos e Cambogia i movimenti che lottarono per l'indipendenza dal colonialismo francese. Tali movimenti caddero sotto la sfera d'influenza del comunismo ed innescarono i conflitti che confluirono nella guerra del Vietnam. La Thailandia, unico paese dell'Indocina a sfuggire alla colonizzazione europea, si allineò alle posizioni degli Stati Uniti dopo il colpo di Stato del 1947 che pose fine al governo democratico del dopoguerra. Negli anni cinquanta, la Cina cominciò ad appoggiare i comunisti thailandesi in funzione anti-americana. Le prime azioni di guerriglia antigovernativa nel Paese ebbero luogo in quegli anni ad opera di comunisti cinesi e separatisti musulmani vicino alla frontiera malese. Nel 1959, i comunisti laotiani del Pathet Lao armarono ed addestrarono membri dell'etnia meo in Thailandia del Nord.
All'inizio degli anni sessanta, il Partito Comunista si espanse nel nordest organizzando dimostrazioni antigovernative ed iniziò a rappresentare un pericolo per il governo del dittatore Sarit Thanarat, che intensificò la repressione contro le opposizioni e garantì la collaborazione agli Stati Uniti nel conflitto vietnamita. Quando i ribelli comunisti laotiani si insediarono nei pressi della frontiera thailandese, il governo di Sarit concesse alle truppe americane di stazionare nel Paese a partire dal 1962. La successiva dittatura di Thanom Kittikachorn, insediatosi nel 1963, inasprì la repressione e nel novembre del 1965 ebbe inizio la guerriglia comunista nel Paese. In quell'anno, i ribelli comunisti del sud formarono un fronte unico con quelli del nordest.

### Fondazione
Nel 1966, il viceministro del governo di Thanom, il feldmaresciallo Praphas Charusathien, fondò il Comando operazioni per la soppressione dei comunisti (acronimo inglese CSOC) con la collaborazione degli Stati Uniti. Thanom e Praphas erano due dei 'tre tiranni' che monopolizzarono le scelte di quel governo e che imposero una durissima repressione, specialmente contro la guerriglia comunista. Nel 1969 il CSOC mutò il nome in Direttorio operazioni per la soppressione dei comunisti (CSOD), continuando a coordinare le operazioni antiguerriglia.

### Cambiamento di strategia
L'aumento della repressione e la crescente impopolarità del governo dei 'tre tiranni', criticato dagli stessi alleati statunitensi per la sua mancanza di democrazia, portarono ad una situazione di instabilità che culminò nelle imponenti manifestazioni popolari dell'ottobre 1973, con le quali i dittatori furono costretti all'esilio lasciando il posto ad un nuovo governo democratico. Dopo che sia gli effettivi della guerriglia comunista che le province affette dalla guerriglia stessa erano sensibilmente aumentate, l'esercito dovette prendere atto del fallimento della politica dell'ISOC e cambiò strategia: anziché alzare il livello di repressione, come era stato fatto sino ad allora, fu scelto di creare un movimento popolare anticomunista. Tale compito fu affidato al CSOD, che prese l'attuale nome Comando operazioni per la sicurezza interna (ISOC) nel 1974.
In quell'anno, l'ISOC creò il Nawaphon, un movimento di estrema destra di ispirazione nazionalista, buddhista e monarchica, che ebbe il compito di sensibilizzare la parte più abbiente della popolazione civile, illustrando i pericoli per la società causati dal movimento popolare che aveva posto fine alla dittatura militare e dal comunismo in genere. La violenza che aveva caratterizzato la dittatura militare però continuò: fu sempre l'ISOC a formare i Gaur Rossi, braccio armato e sezione giovanile del Nawaphon, che avevano il compito di provocare incidenti con i comunisti per interromperne le manifestazioni e le assemblee, rendendosi protagonisti di diversi omicidi di attivisti di sinistra.
Sempre nel 1974, l'ISOC riformò gli Scout del villaggio, conosciuti anche come Corpi volontari di difesa, che erano gruppi di volontari delle zone rurali creati nel 1954 dalla Polizia di pattugliamento di frontiera a supporto delle proprie attività anticomuniste nei villaggi ai confini con il Laos e la Cambogia. Dopo la riforma dell'ISOC, gli scout iniziarono ad operare anche nelle aree urbane, dove furono impiegati per fronteggiare gli attivisti di sinistra con compiti simili a quelli dei Gaur Rossi. Sia i Gaur Rossi che gli Scout del Villaggio furono armati e addestrati dalla Polizia di Pattugliamento di Frontiera, un'organizzazione paramilitare antiguerriglia affiliata alla Reale polizia thailandese, creata negli anni cinquanta con l'assistenza della CIA statunitense.

### Sconfitta del movimento studentesco
Queste milizie paramilitari ebbero un ruolo fondamentale, al fianco della polizia, nel massacro dell'Università Thammasat di Bangkok il 6 ottobre 1976, nel quale persero la vita diverse decine di attivisti di sinistra riunitisi per protestare contro il ritorno nel Paese del dittatore Thanom. Tale evento segnò la definitiva sconfitta del movimento studentesco e il ritorno della dittatura militare nel Paese. Lo stesso giorno del massacro si insediò una giunta che sciolse il parlamento, revocò la costituzione e, due giorni dopo, il re nominò primo ministro il membro del Nawaphon Thanin Kraivichien.
Malgrado fosse un civile, il suo governo era controllato dai militari della giunta ed instaurò una delle più feroci repressioni mai viste nel Paese. Dopo che i membri delle organizzazioni comuniste furono dichiarati passibili di condanna alla pena di morte, circa 800 attivisti di sinistra delle città si rifugiarono nei vicini paesi comunisti e molti studenti che avevano manifestato il giorno del massacro si rifugiarono nella giungla, dove si unirono alla guerriglia comunista. Ebbe inizio una serie di azioni anti-governative di guerriglia, che avrebbero raggiunto massima intensità all'inizio del 1977.
In quegli anni, il movimento Nawaphon ed i Gaur Rossi, che operavano principalmente nelle città, si sciolsero, mentre gli Scout del villaggio continuarono a fornire il loro apporto contro i comunisti, seppure con meno effettivi e minore intensità.

### Sconfitta dei comunisti
Negli anni successivi, l'ISOC fu impegnato nella lotta contro la guerriglia comunista, concentrata nelle giungle ai confini con Laos e Malesia, e quella dei separatisti musulmani del sud. Fu quello il periodo in cui crebbe enormemente la popolarità del Partito Comunista, i cui militanti aumentarono enormemente e che si trovò, nel 1977, a controllare la metà delle province del Paese. Nel maggio di quell'anno, fu formato un fronte unito tra il PC ed il Partito Socialista della Thailandia, che si unì alla lotta armata. Nel settembre successivo, il fronte fu allargato alle Forze armate musulmane di liberazione popolare thailandesi, al Centro studentesco nazionale della Thailandia e ad altri movimenti contadini e studenteschi.
Nel 1978 scoppiò la guerra Cambogiano-Vietnamita fra il Vietnam e la Kampuchea Democratica, che entrambe sostenevano la lotta armata del fronte thailandese. Il Laos, dove si trovavano molte basi della guerriglia thai, si schierò con il Vietnam, mentre i comunisti thai sostennero la Kampuchea Democratica. Di conseguenza, il governo laotiano decretò l'espulsione dei guerriglieri thai dal proprio territorio. Dopo la morte di Mao Zedong e l'ascesa al potere di Deng Xiaoping, la Cina si allineò al governo thailandese nella condanna del Vietnam e ridusse drasticamente il supporto alla guerriglia thai, che iniziò così il suo progressivo declino. Nel giro di pochi anni la guerriglia ebbe fine, le ultime sacche di resistenza furono neutralizzate alla fine degli anni ottanta.
Malgrado il declino dei comunisti e la fine della guerra fredda, la struttura dell'ISOC non venne smantellata ed i suoi effettivi furono assegnati ad altre incombenze, la principale delle quali è tuttora la lotta contro i separatisti alla frontiera con la Malaysia. Altri importanti compiti sono la lotta alle droghe, all'immigrazione illegale, alla criminalità transnazionale e al terrorismo; vengono inoltre impiegati per collaborare nei progetti reali di sviluppo. Il 3 marzo del 1980, divenne primo ministro della Thailandia Prem Tinsulanonda, che era stato uno dei comandanti dell'ISOC e che era ministro della Difesa dall'anno precedente. Rimase a capo del governo fino al 1988 e, nel 1998, sarebbe diventato presidente del Consiglio privato della Thailandia, l'organo consultivo del sovrano.

### Complotto per assassinare Thaksin Shinawatra
L'ISOC fu implicato in un complotto per assassinare il primo ministro Thaksin Shinawatra nel 2006. Il vice direttore dell'ISOC Pallop Pinmanee fu rimosso dall'incarico dopo che l'auto del suo subalterno, il tenente Thawatchai Klinchana, fu trovata con una bomba contenente 6,5 chilogrammi di esplosivo nei pressi della residenza del primo ministro Thaksin. L'ordigno era completo di un detonatore collegato con un comando a distanza ed avrebbe causato danni nel raggio di un chilometro.

### Maggiori poteri dopo il golpe del 2006
Nel periodo in cui Thaksin fu primo ministro, dal 2001 al 2006, l'ISOC aveva subito una graduale riduzione dei poteri. Pochi giorni dopo il colpo di Stato del settembre 2006 che costrinse all'esilio Thaksin e che insediò una giunta militare al governo, furono rilasciati 3 degli ufficiali coinvolti nel complotto contro l'ex premier. Il presidente della giunta, nota come Consiglio di riforma amministrativa, il comandante in capo dell'esercito, generale Sonthi Boonyaratglin, fu nominato comandante dell'ISOC e conferì alla struttura speciali poteri. In virtù di tali poteri, l'ISOC poté esercitare autorità nel Dipartimento di investigazioni speciali, nel Comitato nazionale contro la corruzione e nell'Ufficio antiriciclaggio del denaro. Fu anche incaricato di aiutare le autorità provinciali nella gestione del marketing dell'iniziativa "un tambon un prodotto", che era stata promossa da Thaksin per rilanciare l'economia e che prevedeva la produzione di un solo manufatto per ogni sotto-distretto nel Paese
Nel decreto presentato nel giugno del 2007, la giunta conferì ulteriori poteri all'ISOC per gestire le "nuove forme di minaccia" al Paese, tra i quali quello di effettuare perquisizioni senza il permesso del primo ministro.  Il gabinetto del generale Surayud Chulanont approvò lo stanziamento di 84.3 milioni di baht in favore del personale dell'ISOC per i servizi svolti. Tale premio era stato richiesto dall'ISOC al governo di Thaksin, che l'aveva rifiutato.

## Struttura

### Settori di intervento
Il Comando operazioni per la sicurezza interna è suddiviso in 6 sezioni:
- Lotta alle droghe illegali
- Lotta all'immigrazione illegale
- Lotta al terrorismo e al crimine transnazionale
- Sicurezza speciale
- Sicurezza in aree specifiche
- Collaborazione nei progetti di sviluppo promossi dalla casa reale

### Gerarchia
- Il comando simbolico dell'ISOC è affidato al primo ministro, ma le decisioni vengono prese dai vertici militari[1]
  - Il ruolo di vice-comandante dell'ISOC è ricoperto dal comandante in capo dell'esercito
    - Il segretario è il capo di stato maggiore dell'esercito, al quale spettano le decisioni riguardanti gli effettivi ed il budget
      - Gli ufficiali dell'esercito presiedono alle attività dei militanti di base, composti da militari, poliziotti e civili

### Organi di controllo territoriale
La funzione di controllo è affidata all'esercito. La suddivisione territoriale dell'ISOC si compone di quattro branche, che corrispondono alle quattro branche in cui è suddiviso l'esercito. Il comandante della regione dell'esercito è anche comandante della relativa branca dell'ISOC. Le quattro aree sono suddivise nel seguente modo:
- L'area delle province centrali e occidentali ha il quartier generale a Bangkok
- L'area delle province nordorientali ha il quartier generale a Nakhon Ratchasima
- L'area delle province settentrionali e nordoccidentali ha il quartier generale a Phitsanulok
- L'area delle province meridionali ha il quartier generale a Nakhon Si Thammarat